# Ismael Gomes Braga
Ismael Gomes Braga (Ubá, 12 de julho de 1891 – Rio de Janeiro, 18 de janeiro de 1969) foi um dicionarista, esperantista e espírita brasileiro.

## Biografia
Nasceu na Fazenda Braguinha, em Córrego Alegre, na zona rural de Ubá, filho de José Ferreira Braga e Arminda Gomes Braga. Primogénito numa família de agricultores, frequentou somente o primeiro ano do ensino primário, tendo deixado de frequentar a escola porque necessitava trabalhar na lavoura para auxiliar a família. Posteriormente, ainda jovem, passou a trabalhar como ajudante no comércio de Ubá.
Autodidata, mostrou rara inteligência e notável memória, apaixonando-se pela literatura. O seu interesse estendeu-se ao estudo de idiomas, inicialmente a língua francesa, que dominou, abrindo espaço para o estudo do latim, da língua italiana, da língua inglesa, da língua espanhola e do hebraico, adquirindo ainda conhecimentos de língua árabe, russo, holandês e grego.
Graças aos conhecimentos adquiridos na língua inglesa, aprendeu Contabilidade Comercial, tendo feito posteriormente um curso superior de Inglês e de Taquigrafia.
Aos 16 anos, ainda em Ubá, incentivado pelo Maestro João Ernesto, iniciou os estudos do Esperanto, vindo a aprimorá-los posteriormente em curso ministrado pelo Dr. Alberto Couto Fernandes. Em 1910 tornou-se membro da Liga Esperantista Brasileira (atual Liga Brasileira de Esperanto), com o nº 13. Durante a sua vida tornou-se um mestre nesse idioma, e um de seus maiores divulgadores no país.
Em 1912, quando trabalhava na cidade de Teixeiras, em Minas Gerais assistiu a uma sessão com as chamadas "mesas falantes". Buscando colocar à prova o que realmente havia por trás do fenómeno, perguntou-lhe, em Esperanto, quantos irmãos tinha ("Kiom da fratoj mi havas?"). Ouviram-se de imediato cinco pancadas, o que evidenciava que a inteligência oculta conhecia o novo idioma. Entretanto, Ismael pensara no número oito, uma vez que tinha cinco irmãos e três irmãs. Insatisfeito, refez a pergunta, tendo se ouvido o mesmo número de pancadas. Ismael preparava-se para abandonar o que parecia ser uma brincadeira de mau gosto, quando se lembrou do prefixo "ge", que em Esperanto exprime a união de seres dos dois sexos. Refez então a pergunta, agora com a especificidade correta do idioma: "Kiom da gefratoj mi havas?" ("Quantos irmãos e irmãs eu tenho?"), ao que se ouviram então as oito pancadas. A partir de então, ainda com o auxílio do Maestro, iniciou-se na doutrina espírita, campo em que também se destacou como difusor.
Ainda em Minas trabalhou em Ponte Nova, vindo a transferir-se para o Rio de Janeiro, onde intensificou a sua atuação junto à Liga Brasileira de Esperanto e à Federação Espírita Brasileira.
Na FEB, concebeu e deu início ao "Serviço de Propaganda do Esperanto" (1 de março de 1937, atual "Departamento de Esperanto"), atividade que dirigiu até à data de sua morte.
Na passagem da década de 1930 para a de 1940, iniciou a divulgação do esperantismo pelo rádio, tendo João Pinto de Souza lhe aberto um espaço no programa "Hora Espiritualista", na então "Rádio Transmissora do Rio de Janeiro" (atual Rádio Globo).
Nessa época, o médium Francisco Cândido Xavier recebeu mensagem dirigida ao divulgador pelo espírito Emmanuel, conclamando os espíritas a trabalhar em prol do Esperanto:
"Sim, o Esperanto é lição de fraternidade. Aprendamo-lo para sondar, na Terra, o pensamento daqueles que sofrem e trabalham noutros campos. Com muita propriedade digo 'aprendamo-la', porque somos também companheiros vossos que, havendo conquistado a expressão universal do pensamento, vos desejamos o mesmo bem espiritual, de modo a organizarmos, na Terra, os melhores movimentos de unificação."
As suas atividades ligadas à propagação do Esperanto transformaram-no numa referência internacional, tendo colaborado em diversos jornais e revistas como a Brazila Esperantisto e a Reformador.
Desposou a professora Maria Rola Braga, com quem teve como único filho, Lauro-Zamenhof Rola Braga (1923-1981), que foi professor em Ubá.

## Obra
- Curso de Esperanto pela Bíblia
- Iniciação no Esperanto
- Manual Completo de Esperanto
- Saber Ler e Escrever
- 1938 – Esperanto sem Mestre
- 1938 – Método de Esperanto
- 1938 – Primeiro Manual de Esperanto
- 1941 – Guia de Conversação Português-Esperanto
- 1949 – Elos Doutrinários
- 1954 – Dicionário Português-Esperanto
- 1956 – Dicionário Esperanto-Português (FEB)
- 1959 – Gramática de Esperanto
- 1964 – Grande Dicionário Esperanto-Português (Cooperativa Cultural dos Esperantistas)
- 1965 - Veterano?
- 1973 – O Livro de Tobias
- 1998 – O Esperanto na Visão Espírita